# یان ریپکا

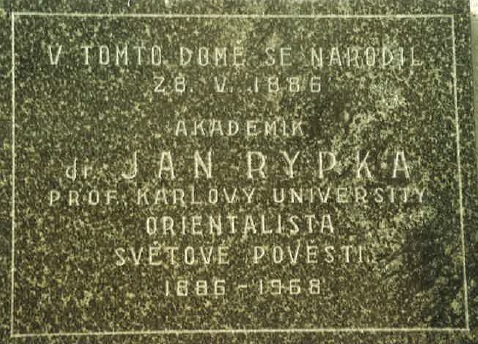
یادبودِ استاد یان ریپکا در زادگاهش در کرمیه‌ژیژ

یان ریپکا (به چکی: Jan Rypka)‏ (۲۸ مهٔ ۱۸۸۶، کرمیه‌رژیژ - ۲۹ دسامبر ۱۹۶۸، پراگ) شرق‌شناس ممتاز چکی، مترجم، و استاد زبان فارسی و زبان ترکی در دانشگاه کارلف پراگ و عضو آکادمی علوم چکسلواکی بود.
او همچنین جزو نویسندگان تاریخ ایران کمبریج بوده‌است.
ریپکا آثار و تألیفات متعددی دارد که یکی از مشهورترین آنها، کتاب «تاریخ ادبیات ایران» است. او این کتاب را به زبان چکی نوشت، اما، به جهتِ اهمیت آن، به زبان‌های آلمانی، انگلیسی، و فارسی نیز ترجمه شده‌است.
ریپکا دو مدرکِ دکتری داشت؛ یکی دکتریِ علوم انسانی و دیگری دکتریِ علوم.

## آثار
- تاریخ ادبیات فارسی و تاجیک[۴]